# Moskiewska Szkoła Malarstwa, Rzeźby i Architektury

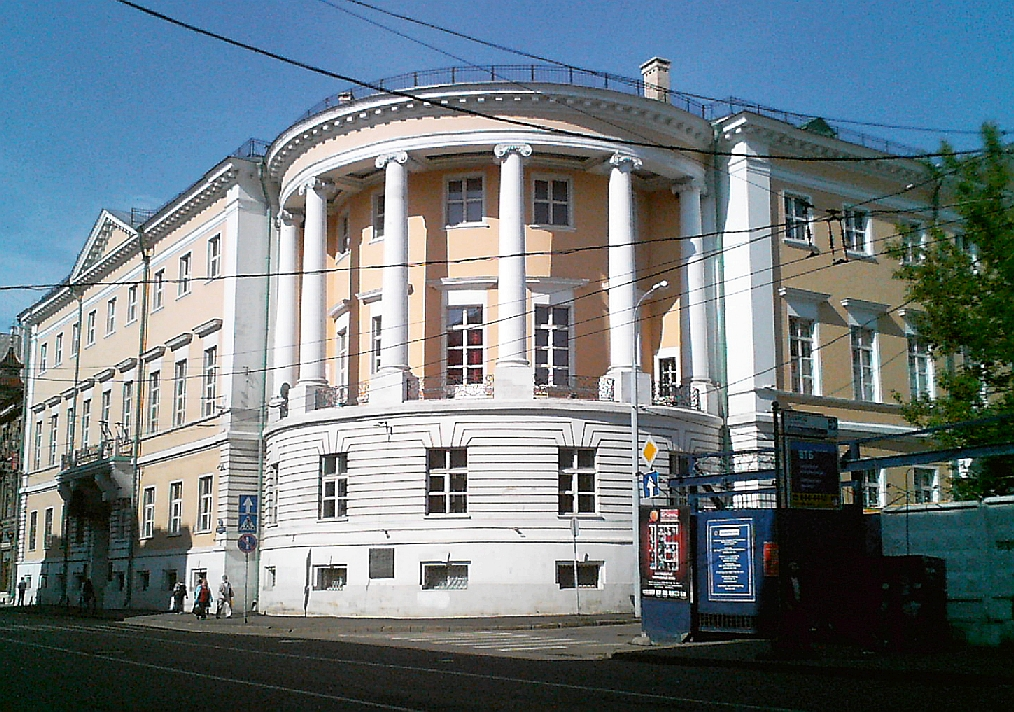
Budynek uczelni

Moskiewska Szkoła Malarstwa, Rzeźby i Architektury (ros. Моско́вское учи́лище жи́вописи, вая́ния и зо́дчества, МУЖВЗ) – rosyjska szkoła wyższa, jedna z najważniejszych uczelni artystycznych Rosji przed rewolucją październikową.

## Historia
W roku 1832 malarz amator Jegor Makowski, bracia malarze Aleksiej i Wasilij Dobrowolscy oraz litograf Aleksandr Jastriebiłow zorganizowali w Moskwie „Naturnyj kłas”, umożliwiający artystom doskonalenie się w rysunku i malarstwie.  Wkrótce przemianowano ją na „Chudożestwiennyj kłas”, z którego w roku 1843 powstała Szkoła Malarstwa i Rzeźby Moskiewskiego Towarzystwa Artystycznego. 
Od roku 1834 uczelnia mieściła się przy ulicy Wielkiej Nikitskiej, po roku 1844 przeniesiono ją na ulicę Miasnicką. W roku 1865 przyłączono do niej Uczelnię Architektury, wcześniej działającą przy Moskiewskim Biurze Pałacowym (wcześniej Ekspedycja Budownictwa Kremlowskiego). Odtąd działała pod nazwą Moskiewskiej Szkoły Malarstwa, Rzeźby i Architektury.
Mimo że formalnie nie nosiła nazwy Akademii, jej absolwentom przysługiwał status równy absolwentom Akademii Sztuk Pięknych w Sankt-Petersburgu. 
Dopiero w roku 1896 uczelni nadano formalny status szkoły wyższej z wydziałami: ogólnokształcącym, architektonicznym i artystycznym. Nauka trwała 8 lat dla malarzy i 10 lat dla architektów.
Od roku 1915 uczelnia podlegała Ministerstwu Handlu i Przemysłu Cesarstwa Rosyjskiego.
Po rewolucji październikowej uczelnię przekształcono w Drugie Wolne Warsztaty Artystyczne, a te z kolei przekształcono w Moskiewski Państwowy Akademicki Instytut Artystyczny im. Wasilija Surikowa oraz w Moskiewski Instytut Architektury.